# Can Súria (pedrera)
Can Súria és una pedrera de basalt i sauló situada a la localitat de Maçanet de la Selva. L'empresa explotadora és Àrids Guixeras S.L., i és per això que també és coneguda amb el nom de pedrera Guixeres.

## Geologia
En aquesta pedrera s'exploten colades basàltiques, unes colades dipositades durant el Miocè superior-Pliocè sobre els granits-pegmatites paleozoics que també han estat explotats. Per l'alteració de les roques basàltiques i les granodiorites s'ha format sauló de diferents tonalitats.
Va ser una localitat famosa pels seus espècimens de ferrosaponita, tal com va ser inicialment identificada per XRD i EDS. Investigacions més recents, de l'any 2009, realitzades per l'expert en minerals d'argiles el Dr. Stephan Kaufhold, en les que s'incloïen anàlisi estructurals més detallats, van determinar que es tractava de nontronita amb calci dominant, la coneguda com nontronita càlcica.

### Mineralogia
A la pedrera han estat identificades fins a set espècies diferents de minerals reconegudes per l'Associació Mineralògica Internacional. També han estat descrits òxids de manganès i albita, tot i que per confirmar aquesta darrera espècie es necessiten anàlisi més exhaustius per determinar si es tracta efectivament d'aquesta espècie mineral.
| Espècie    | Fórmula                          |
| ---------- | -------------------------------- |
| Aragonita  | CaCO₃                            |
| Calcita    | CaCO₃                            |
| Hollandita | Ba(Mn4+ 6Mn3+ 2)O16              |
| Microclina | K(AlSi₃O₈)                       |
| Nontronita | Na0,3Fe₂((Si,Al)₄,O10)(OH)₂·nH₂O |
| Òpal       | SiO₂·nH₂O                        |
| Quars      | SiO₂                             |

En aquesta pedrera s'hi han trobat diverses varietats de quars: quars ametista, quars fumat, quars lletós i jaspi